# Veronica Chernyajivska
Veronica Oleksándrivna Chernyajivska, en ucraniano: Вероні́ка Олекса́ндрівна Черняхі́вська, (Kiev, Imperio ruso, 12 de abriljul./ 25 de abril de 1900greg. - Kiev, RSS de Ucrania, Unión Soviética, 22 de septiembre de 1938) fue una poetisa y traductora ucraniana. Es una de las artistas de la generación del Renacimiento fusilado [Розстріляне відродження] y fue fusilada durante la Gran Purga.

## Familia
Veronica Chernyajivska provenía de una familia de la intelligentsia nacionalista ucraniana. Su padre, Oleksandr Chernyajivski (1869–1939), fue profesor de histología, primer presidente de la Unión de Médicos Ucranianos y traductor literario y de ciencias sociales. Su madre, Lyudmila Starizka-Chernyajivska (1868-1941), se sentó en el Rada Central de Ucrania y en 1919 se convirtió en subdirectora del Consejo Nacional de Mujeres Ucranianas. Escribió, entre otras cosas, poemas, dramas y reseñas literarias.
Su abuelo era el activista cultural, poeta y dramaturgo Mijailo Staritski (1840-1904), su tío abuelo fue el gran compositor, pianista y director de orquesta ucraniano Mikola Lisenko (1842-1912).

## Vida
Veronica Chernyajivska nació el 25 de abril de 1900 y creció rodeada de artistas y académicos. Recibió una excelente educación y crianza, aprendiendo idiomas extranjeros y tocando el piano a una edad temprana. Participó en representaciones teatrales y veladas musicales celebradas en el Club ucraniano y en la casa de Lisenko. Después de la Revolución de febrero de 1917, el Secretario General de Educación, Iván Steshenko, el marido de su tía, inauguró el Segundo Gymnasium de Ucrania. Asistió con entusiasmo a las clases y al final del curso, en junio de 1918, le otorgaron una medalla de oro como premio por ser una de las mejores alumnas. A los diecisiete años se había enamorado del oficial Konstantin «Koka» Weligorski, que se alistó como voluntario en el ejército de la República Popular Ucraniana. Como algunos de sus compañeros de clase, pereció en el frente norte en enero de 1918. No fue hasta agosto que Chernyajivska recibió la noticia de su muerte.

Нехай хто завгідно приходить, аби тільки не було бомбардіровок. Я не можу допустити думки, що прийдеться знову лізти в страшний льох і слухати, як розриваються снаряди. Вічний страх, голод, нудьга.
Dejad que venga todo con tal de que no haya bombardeos. No puedo soportar la idea de que tendré que bajar de nuevo a un terrible sótano y escuchar cómo estallan los proyectiles. Miedo eterno, hambre, aburrimiento.
Veronica Chernyajivska

Al año siguiente, su padre y el instituto médico fueron evacuados. Acosada por los bolcheviques y luego por el gobierno «blanco», partió con su madre en busca de su padre. Después de varias semanas lo encontraron en Kamianets-Podilski. Allí, Veronica Chernyajivska tradujo artículos de periódicos extranjeros al ucraniano, trabajó en un hospital militar y ayudó a los enfermos en un hospital contra la fiebre tifoidea. En mayo de 1920, la familia regresó a la medio arruinada Kiev, con el gobierno de Simon Petliura. Trató de independizarse y durante sus estudios en el Instituto de Relaciones Exteriores trabajó, entre otras cosas, en la Biblioteca Nacional. Después de eso, se ganó la vida a través del trabajo literario y de la traducción. Se casó en 1921, pero el matrimonio solo duró ocho meses.
De 1922 hasta la primavera de 1923 trabajó en la Oficina de Paquetería de la Administración de Ayuda Estadounidense (ARA). Tras su disolución, trabajó como empleada e impresora en el Comisariado del Pueblo. Después de graduarse, se dedicó principalmente a actividades de traducción. Dominaba el griego antiguo, el latín, el ruso, el francés, el alemán y el inglés.
En 1926, Chernyajivska se mudó cinco meses a Berlín con su padre, donde lo ayudó a traducir del alemán y asistió a cursos de arte alemán moderno. Allí conoció al banquero Theodor Hecken, con quien se casó en 1928. Luego se convirtió en estudiante en la Universidad de Berlín, mejoró sus habilidades de inglés y alemán, y viajó mucho por toda Europa. Dado que este matrimonio también fracasó, regresó a Kiev en 1929. En 1938, el matemático Mykola Hansha fue su tercer marido.

### Arresto y ejecución
Veronica Chernyajivska fue arrestada poco después de su regreso en 1929 por ser miembro de la Unión para la Liberación de Ucrania. Después de unos meses en prisión, fue liberada por falta de pruebas mientras sus padres seguían encarcelados. Fueron condenados en un juicio espectáculo.
El segundo arresto tuvo lugar en la primavera de 1938 por cargos de espionaje para Alemania. Chernyajivska había mantenido contactos privados con la familia del cónsul alemán, a quien daba clases de ruso una buena amiga. La sentencia de muerte del 22 de septiembre de 1938 fue ejecutada en la noche del 23. Se informó a los padres de que su hija había sido exiliada a Siberia por diez años.
Después de presentar una petición a Stalin, Nikita Jrushchov presumiblemente informó al padre sobre el destino de la hija. El padre fallecería el 22 de diciembre de 1939, inmediatamente después de su llegada a Kiev. Las circunstancias de su muerte se consideran poco claras. La madre buscó repetidamente a su hija en los campos de trabajo de Siberia (gulag) y escribió a Beria en septiembre de 1940.
La información oficial sobre el destino de Chernyajivska solo fue proporcionada por la KGB de la RSS de Ucrania en 1990, en respuesta a una solicitud de un museo. Con expediente número 2818 del 3 de agosto de 1990, se consideró a Veronica Chernyajivska-Hansha rehabilitada.
En junio de 1941 su madre fue detenida, acusada de actividades antisoviéticas y torturada, entre otras cosas. Murió durante la deportación a Kazajistán. En agosto de 1989 fue rehabilitada póstumamente.
Oksana Steshenko (Окса́на Миха́йлівна Стеше́нко, 1875–1942), la hermana menor de la madre, fue exiliada y murió en un gulag soviético. Al igual que Veronica Chernyajivska y su madre Lyudmila Starizka-Chernyajivska, las tres eran autoras del Renacimiento fusilado. Especialmente el 27 octubre y el 3 de noviembre de 1937 hubo ejecuciones masivas de artistas ucranianos que marcaron el vigésimo aniversario de la Revolución de Octubre.

## Obra (selección)
Poemas:
Chernyajivska publicó sus poemas en los almanaques «Gроно» y «Вир революції» [Torbellino de revolución].
Diario:
El Museo Mijailo Staritski conserva su diario.
Traducciones:
- Jack London: El Valle de la Luna. – «Місячна долина». 1927, reimpreso en 1971.
- Charles Dickens: Oliver Twist – «Олівер Твіст». 1929, reimpreso en 1963 y 1993.
- Émile Zola: Germinal – «Прорість або Жерміналь». ДВУ, 1929, reimpreso en 1961 y 2008.

Después del arresto de sus padres, publicó traducciones de forma anónima. Además de literatura, traducía principalmente escritos médicos.